# Das Gesellenstück
Das Gesellenstück ist eine vom Fernsehen der DDR produzierte Bühnen-Komödie von Hans Krause aus dem Jahr 1986. In den Hauptrollen agieren Marianne Kiefer, Herbert Köfer und Renate Bahn.

## Handlung
Der Konditor Otto Kimmel ist nun Rentner und lebt gemeinsam mit drei Familiengenerationen in einem Haus. Zu seiner Freude erlernt auch sein Enkel Peter das Konditorhandwerk, sodass er als Opa ihm so manchen guten Tipp geben kann. Sein Sohn Horst war leider nicht in die Familientradition eingestiegen und ist Architekt geworden, was Otto ihm noch immer ein wenig übel nimmt. Entsprechend schenkt er seinem Enkel auffallend mehr Aufmerksamkeit und unterstützt ihn, wo er nur kann. Und so kauft er ihm sogar ein Moped, dass sich Peter schon lange wünscht. Er soll es aber erst erhalten, wenn er seine Gesellenprüfung bestanden hat. Unerwartet hat sich aber auch Ottos Sohn besonnen, seinem Sohn das gewünschte Moped zu kaufen. Wie Horst nun das Moped von seinem Vater sieht, ist er verärgert und macht ihm Vorwürfe, dass er sich wieder mal in seine Erziehung einmischen würde. Otto kontert und behauptet, dass er das Fahrzeug für sich und Martha gekauft hätte.
Peter möchte gern eine Party feiern und bittet seinen Opa, dass die bei ihm stattfinden könnte. Er will dann auch gleich seine Freundin Helga vorstellen und seinem Opa erklären, dass sie schwanger ist. Otto überlegt nun, wie er diese Tatsache seinem Sohn und seiner Frau beibringen soll. Horst kommt an diesem Abend sehr früh nach Hause und so ist damit die Party vorzeitig beendet. Er hält dabei Helga für eine viel zu junge Freundin von seinem Vater und fordert deshalb Rechenschaft von ihm. Bei der Aussprache kommt die Wahrheit ans Licht und Horst erfährt, dass er Großvater wird. Als Peter mit Helga dazustößt muss sich die ganze Familie mit der zukünftigen Situation auseinandersetzen. Horst begreift nun – als werdender Großvater – dass er eine andere Sicht auf die Dinge bekommt und bemerkt, wie er genau die gleiche Denkweise entwickelt wie sein Vater.

„Das Leben ist ein großer Kuchen. Man darf nichts anbrennen lassen, wenn er schmecken soll.“

## Produktion
Der Film erlebte am 13. August 1986 im 1. Programm des Fernsehens der DDR seine Erstausstrahlung. Im September 2016 kam der Film bei Icestorm im Rahmen der Reihe DDR TV-Archiv auf DVD heraus.